# Medelhavsvägstekel
Medelhavsvägstekel (Entomobora crassitarsis) är en stekelart som först beskrevs av Costa 1887.  Medelhavsvägstekel ingår i släktet sydvägsteklar, och familjen vägsteklar. Enligt den svenska rödlistan är arten nationellt utdöd i Sverige. . Arten har tidigare förekommit på Gotland men är numera lokalt utdöd. Artens livsmiljö är jordbrukslandskap, stadsmiljö.